# Hrafnsurðarhnúkur
Hrafnsurðarhnúkur är ett berg i republiken Island. Det ligger i regionen Norðurland vestra, 200 km nordost om huvudstaden Reykjavík. Toppen på Hrafnsurðarhnúkur är 1 070 meter över havet, eller 76 meter över den omgivande terrängen. Bredden vid basen är 2,9 km.
Trakten runt Hrafnsurðarhnúkur är nära nog obefolkad, med mindre än två invånare per kvadratkilometer. Det finns inga samhällen i närheten. Trakten runt Hrafnsurðarhnúkur består i huvudsak av gräsmarker.